# Parafia św. Stanisława Biskupa w Łańcucie

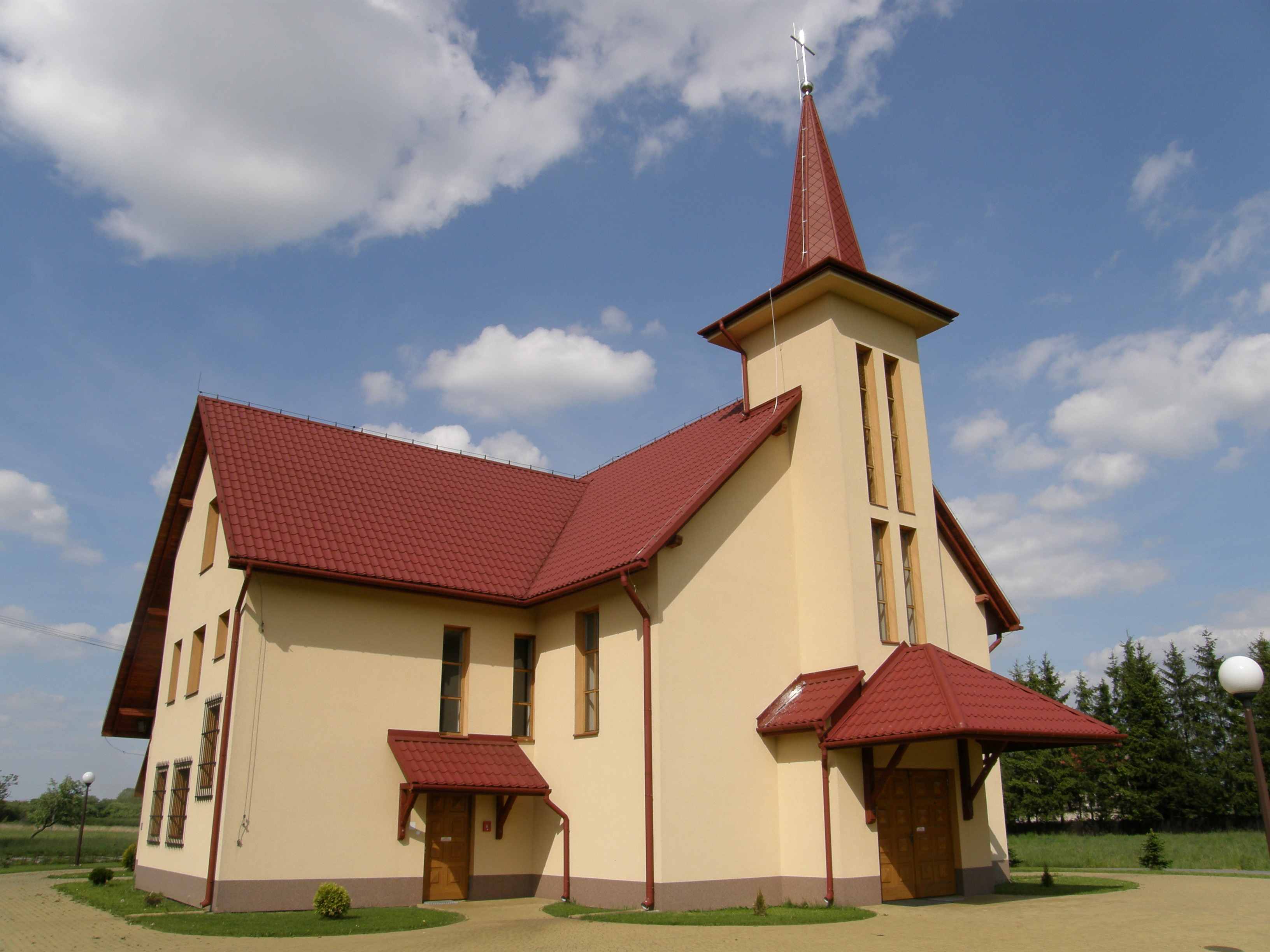
Kościół filialny w Kątach pw. św. Józefa Sebastiana Pelczara

Parafia św. Stanisława Biskupa w Łańcucie – rzymskokatolicka parafia w archidiecezji przemyskiej, w dekanacie Łańcut I w Łańcucie. Odpust parafialny obchodzony jest 8 maja i 16 lipca.

## Historia
Łańcut w 1349 roku był lokowany przez króla Kazimierza Wielkiego, na prawie niemieckim i zasiedlony przez osadników Niemieckich. Początkowo miasto było zwane jako: Landeshut, Lanczuth, Lanschuth. Pierwsza wzmianka o parafii pochodzi z 1349 roku. Pierwszy kościół drewniany pw. św. Barbary był fundowany przez Ottona z Pilczy. W 1378 roku w bulli papieża Grzegorza XI był wzmiankowany pierwszy konwent dominikanów. 
W 1488 roku zbudowano murowany kościół. W latach 1549–1621 kościół był zamieniony na zbór protestancki. W 1628 roku Stanisław Herakliusz Lubomirski dokonał odnowienia kościoła, który w 1630 roku został poświęcony przez bpa Adama Nowodworskiego. W 1657 roku podczas najazdu Jerzego II Rakoczego kościół został spalony. W 1699 roku kościół został odnowiony przez Franciszka Lubomirskiego i poświęcony przez ormiańskiego bpa Deodata Nersesowicza, pw. św. Stanisława i św. Barbary. W 1740 roku przebudowano kościół, który w 1744 roku konsekrował bp Wacław Hieronim Sierakowski. 
W 1820 roku podczas pożaru miasta zniszczeniu uległ kościół parafialny i klasztor dominikanów. W latach 1820–1890 parafię prowadzili Jezuici. W 1890 roku kościół ponownie objęli księża diecezjalni. W latach 1896–1900 kościół był ponownie przebudowany, według projektu arch. Teodora Ralowskiego i Dionizego Krzyczkowskiego. W 1900 roku kościół został konsekrowany pw. św. Stanisława Biskupa.
W latach 1630–1910 parafia należała do dekanatu leżajskiego.
Kościół jest jednocześnie sanktuarium Matki Bożej Szkaplerznej, której wizerunek został ukoronowany 20 września 1992 r. przez biskupa Ignacego Tokarczuka.
W kościele od 1670 roku jest czczony Cudowny Obraz Matki Bożej Szkaplerznej.
Na terenie parafii jest 7 450 wiernych.
Proboszczowie parafii:
ks. Jan Stojek (administrator).
ks. Symeon Tychowski (administrator).
1890–1915. ks. Emil Zauderer.
1916–1935. ks. Walenty Mazanek.
1935–1949. ks. Antoni Dożyński.
1949–1976. ks. prał. Stanisław Decowski (administrator).
1976–1984. ks. prał. Michał Kochman
1984–2010. ks. prał. Władysław Kenar.
2010–2020. ks. prał. Tadeusz Kocur.
2020– nadal  ks. Grzegorz Garbacz.

## Kościół filialny
Mieszkańcy dzielnicy Kąty, z powodu dużej odległości od kościoła parafialnego, byli od wielu lat zainteresowani budową kościoła filialnego. W 2001 roku podjęto decyzję o budowie kościoła. W 2003 roku ks. prał. Władysław Kenar poświęcił plac i rozpoczęto budowę. 31 października 2004 roku abp Józef Michalik poświęcił nowy kościół pw. św. Józefa Sebastiana Pelczara.

## Zgromadzenia zakonne
- Siostry Boromeuszki Mikołowskie (katechizacja, praca w kancelarii parafialnej) – od 1878.
- Siostry Serafitki (katechizacja, opieka nad kaplicą szpitalną)[16]

## Terytorium parafii
Terytorium parafii obejmuje ulice: Armii Krajowej (domy od strony miasta), Armii Wojska Polskiego, Asnyka, Bohaterów, Broniewskiego,  Cetnarskiego, Chopina, Chrobrego, Dolniańska, Dominikańska, Farna, Fredry, Gałczyńskiego, Graniczna, Grottgera, Grunwaldzka, Harcerska, Hrabska, Jagiellońska, Kasprowicza, Kazimierza Wielkiego, Kąty, Kilińskiego (lewa strona), Kolejowa, Kołłątaja, Komisji Edukacji Narodowej, Konopnickiej, Kościuszki, Kralczyńskiego, Krasińskiego, Kraszewskiego, Królowej Elżbiety, Krótka, Kruczkowskiego, Kwiatowa, Lipowa, 29 Listopada (numery parzyste: 2-18), Łowiecka, Łysa Góra, 3 Maja, Matejki (numery 1-14), Mickiewicza, Modrzewiowa, Moniuszki, Narutowicza, Obrońców Pokoju, Ogrodowa, Orkana, Ottona z Pilczy, Paderewskiego, Partyzantów, Piekarska, Piłsudskiego (numery parzyste: 2-64 i numery nieparzyste: 1–31), Pod Bażantarnią, Podwale, Podwisłocze, Podzamcze, Pola Wincentego, Polna, Powstania Styczniowego, Prusa, Przybosia, Reja, Rejtana, Rodziewiczówny, Rynek, Rzeźnicza, Sikorskiego, Sienkiewicza, M. C. Skłodowskiej, Słowackiego, Sobieskiego, Sokoła, Solskiego, Sowińskiego, Staszica, Szenwalda, Tkacka, Wałowa, Wąska, Wyspiańskiego, Kard. Wyszyńskiego, Zajazdowa, Zamknięta, Zamkowa, Zielona, Zubrzyckiego, Żardeckiego, Żeromskiego, Osiedle gen. Maczka (bloki 14–20), Osiedle 3 Maja, Osiedle Sikorskiego, Osiedle Trześnik.